# Муравлянка (Сараевский район)
Муравлянка — село в Сараевском районе Рязанской области России, административный центр Муравлянского сельского поселения.

## Географическое положение
Село расположено в 17 км на юго-восток от райцентра посёлка Сараи.

## История
Муравлянка в качестве села с «часовнею Покрова Богородицы» упоминается в окладных книгах 1676 года. Время построения на место часовни Покровской церкви относится к началу XVIII столетия. Вместо Покровской церкви в 1798 году была построена деревянная церковь в честь Успения Божией Матери с приделом Покровским. В 1817 и 1823 годах прихожане Успенской церкви просили дозволение на перекрытие церкви, а в 1832 году – на поправку икон в иконостасе, в 1875 году в Успенской церкви устроен был, вместо обветшавшего, новый престол и освящен местным священником.. 
В XIX — начале XX века село являлось центром Муравлянской волости Сапожковского уезда Рязанской губернии. В 1906 году в селе было 247 дворов.
С 1929 года село являлось центром Муравлянского сельсовета Сараевского района Рязанского округа Московской области, с 1937 года — в составе Рязанской области, с 2005 года — центр Муравлянского сельского поселения.

## Население
| 1859 | 1897  | 1906  | 1939  | 2010 |
| ---- | ----- | ----- | ----- | ---- |
| 1161 | ↗1919 | ↗2047 | ↗2810 | ↘549 |

## Инфраструктура
В селе имеются Муравлянская средняя общеобразовательная школа, детский сад, фельдшерско-акушерский пункт, почтовое отделение.

## Достопримечательности
В селе находится полуразрушенная церковь Успения Пресвятой Богородицы (1917).